# 검은발피그미쌀쥐
검은발피그미쌀쥐(Oligoryzomys nigripes)는 비단털쥐과 피그미쌀쥐속에 속하는 설치류이다. 브라질 북동부의 페르남부쿠주 지역부터 대서양림과 세하두 지역을 거쳐 파라과이와 우루과이, 아르헨티나 차코주와 미시오네스 주, 부에노스아이레스주까지 분포한다. 델타피그미쌀쥐(Oligoryzomys delticola)와 브라질피그미쌀쥐(Oligoryzomys eliurus)로 알려졌던 2종은 2005년 이후 검은발피그미쌀쥐의 아종으로 간주하고 있다. 형태학과 핵형, 형태분석학적으로 차이를 구별할 수 없다. 대형 종으로 귀가 길고 등 쪽 털은 진노랑부터 짙은 갈색까지 띠며, 희끄무레한 배 쪽으로 크게 구분되며 가슴에 분홍색 띠가 보이기도 한다. 핵형은 2n=62, FNa=78~82이다.